# 異鰭南鰍
異鰭南鰍（學名：Schistura finis）為輻鰭魚綱鯉形目條鰍科南鰍屬的其中一種。分布於亞洲寮國及越南的Nam Mo流域，本魚體呈圓柱形，頭大，吻鈍，下頜有一個中央的凹槽，側線完整，身體灰褐色，體側從背鰭基部至尾鰭間有15條橫帶,背鰭基底前面地具有一個黑色的斑點，魚鰭橘色，背鰭及尾鰭有不規澤黑色斑塊，體長可達9公分，棲息在礫石底質河川底中層水域，生活習性不明，可做為觀賞魚，這是一種地域性物種，飼養時應該放置沉木、植物、岩石洞穴和鵝卵石之間提供許多藏身之處。理想情況下，提供溪流/溪流水族箱條件，包括高流速和充氧水。

## 扩展阅读
維基物種上的相關：異鰭南鰍